# Alvania subsoluta
Alvania subsoluta is een slakkensoort uit de familie van de Rissoidae. De wetenschappelijke naam van de soort is voor het eerst geldig gepubliceerd in 1847 door Aradas.